# Consolea
Genre
Consolea est un genre de plantes phanérogames de la famille des Cactaceae.

## Étymologie
Le genre Consolea a été nommé en l'honneur de Michel-Archangelo Console, directeur adjoint du Jardin royal botanique de Palerme, qui aurait décrit au moins deux espèces de ce genre.

## Publication originale
- Ch. Lemaire, « Sur les Cactées. Découverte d'un nouvel organe et établissement d'un nouveau genre », Revue horticole, Paris, Inconnu, vol. 1862,‎ 1862, p. 173-175 (ISSN 0758-1688 et 0035-3302, OCLC 1590046, lire en ligne).

## Liste d'espèces
Selon Tropicos (8 août 2020) (Attention liste brute contenant possiblement des synonymes) :
- Consolea acaulis F.M. Knuth
- Consolea bahamana A. Berger
- Consolea catacantha Lem.
- Consolea corallicola Small
- Consolea falcata (Ekman & Werderm.) F.M. Knuth
- Consolea ferox Lem.
- Consolea guanicana F.M. Knuth
- Consolea leucacantha Lem.
- Consolea macracantha (Griseb.) A. Berger
- Consolea microcarpa (K. Schum.) E.F. Anderson
- Consolea millspaughii (Britton) A. Berger
- Consolea moniliformis (L.) A. Berger
- Consolea nashii (Britton) A. Berger
- Consolea picardae Areces
- Consolea rubescens (Salm-Dyck ex DC.) Lem.
- Consolea spinosissima (Mill.) Lem.
- Consolea urbaniana F.M. Knuth